# Optimist (dingi)

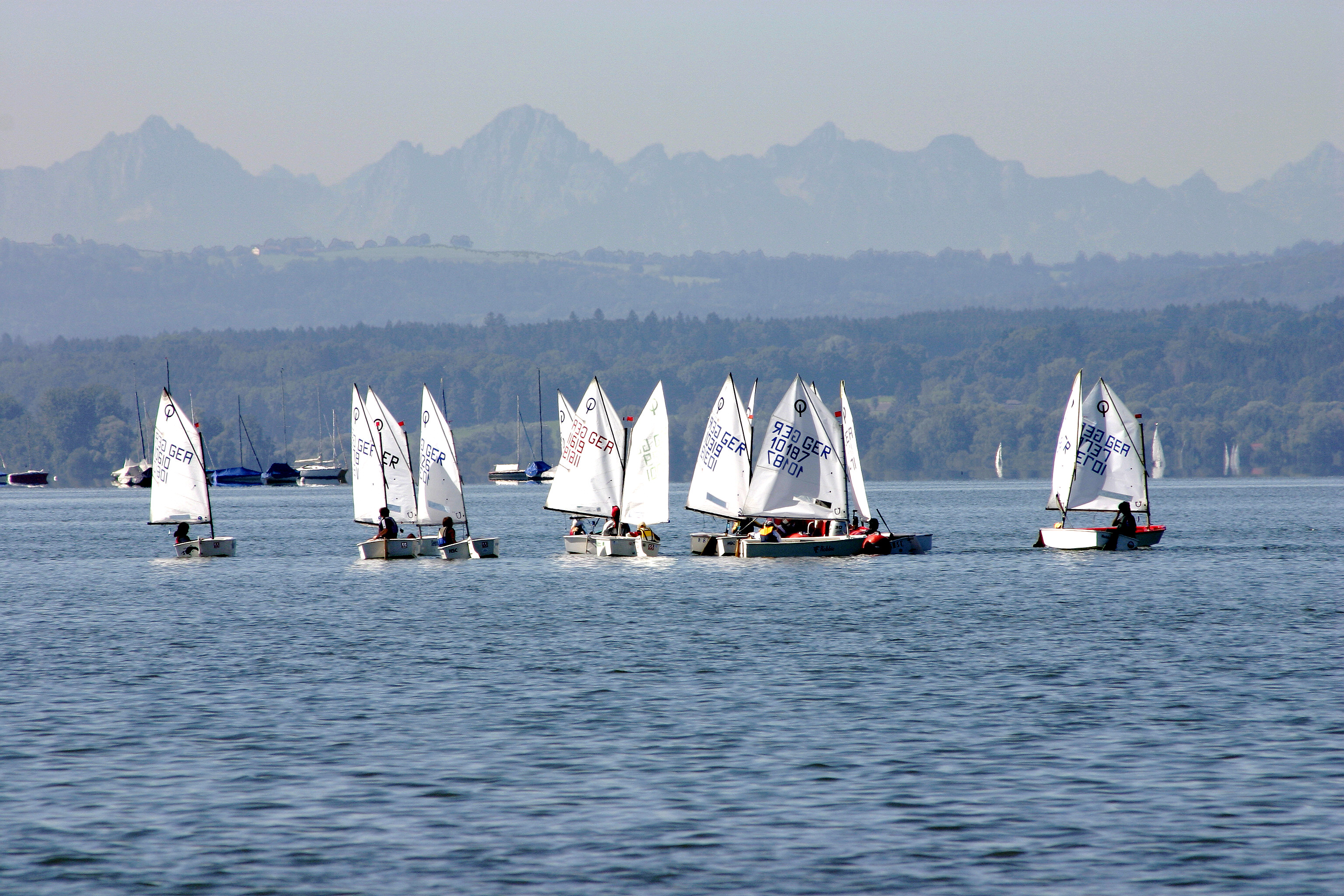
Optimist flotta

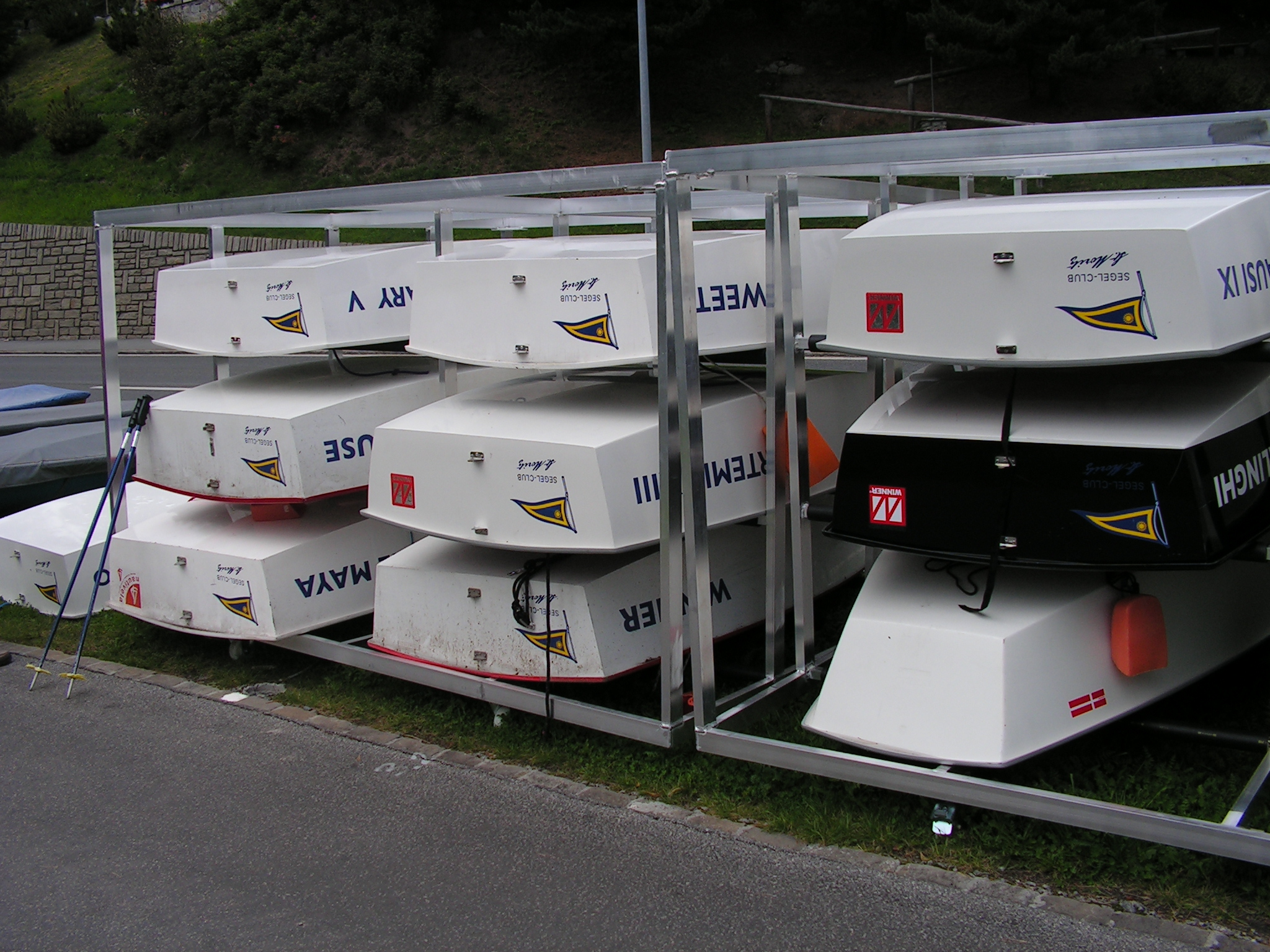
Optimist tárolás

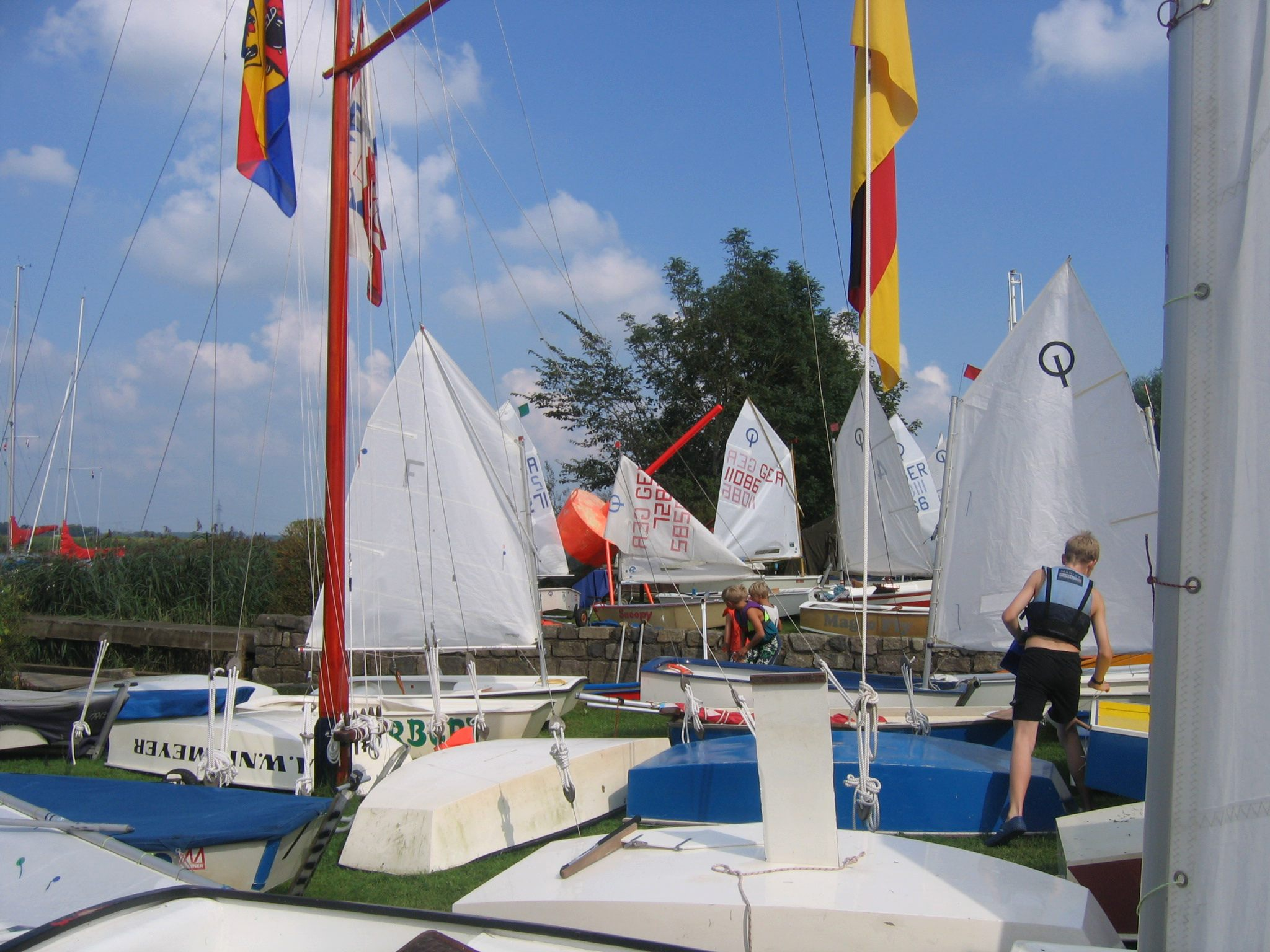
Felszerelés a parton

Az Optimist, más néven „opti”, „oppi”, „szappantartó” vagy „kád” egy kicsi, egyszemélyes, ún. egykezes vitorlás kishajó, amelyet 15 éves korig gyermekek használnak. Manapság a hajók általában üvegszálból készülnek, bár fából készült verziók is még épülnek.
Ez a világ egyik legnépszerűbb vitorlás csónakja, több mint 150 000 hivatalosan regisztrált egységgel az osztályban, ezen felül pedig még rengeteget építettek, amit soha nem regisztráltak.
Az Optimist a Nemzetközi Vitorlás Szövetség elismert nemzetközi osztálya. 

## Eredete
Az Optimistet 1947-ben az amerikai Clark Mills tervezte a Clearwater Florida Optimist szolgáltató klub kérésére, Clifford McKay őrnagy javaslata alapján, amely egy alacsony költségű vitorlást kínált a fiatalok számára.  Az Optimist Club szappandoboz derbyt rendezett, de többet szerettek volna egy egynapos rendezvénynél. Így egy alacsony költségű alternatívát kerestek a vitorlázáshoz.  Így tervezett egy egyszerű ladikot, amelyet két 4 'x 8' rétegelt lemezből lehet felépíteni  és a tervet az optimistáknak adományozta. Axel Damgaard a formát kissé módosította és honosította meg Európában, Skandinávián keresztül.  A hajót 1960-ban szabványosították és 1995-ben szigorú One-Design osztály lett. Eredetileg a Clark Mills tervezett egy ún. Windmill-típusú vitorlást, hogy amikor a matrózok túl nagyok vagy nehezek lettek az Optimist számára, de a leggyakoribb hajók az utánpótlás-nevelésben végül a Laserek és a 420-asok lettek. 
Az Optimist teljes története a következőképpen jelenik meg: Wilkes, Robert. The Optimist Dinghy 1947-2007 (2013. augusztus 7.). ISBN 978-1484911969  Wilkes, Robert. The Optimist Dinghy 1947-2007 (2013. augusztus 7.). ISBN 978-1484911969  Wilkes, Robert. The Optimist Dinghy 1947-2007 (2013. augusztus 7.). ISBN 978-1484911969
Az Optimistet több mint 120 országban használják és ez egyike annak a két jachtnak, amelyet a Nemzetközi Vitorlás Szövetség jóváhagyott a kizárólag 16 év alatti vitorlázók számára. Az optimist az egyik legkisebb vitorlás hajó. A vitorlázók továbbra is versenyezhetnek benne 15 éves korukig. Az optimistek egykezes hajók. Számos vitorlásiskola és jachtklub rendelkezik flottákkal és ezek az első hajók, amellyel a legtöbb kezdő hajózni fog.

## Gyártás
Az elmúlt években világszerte mintegy 30 építő gyárt évente több mint 2200   hajót. 